# Gran Premio José Pedro Ramírez
El Gran Premio José Pedro Ramírez es el máximo evento del turf en Uruguay, y es uno de los más antiguos en la hípica sudamericana. Se corre desde 1889, generalmente el 6 de enero (día de Reyes). Desde la reapertura de Maroñas (2003) la carrera se realiza en ese escenario.

## Historia
Su primera versión se disputó el 1 de enero de 1889, bajo la denominación de Gran Premio Internacional, el cual mantuvo hasta 1913 (exceptuando el año 1905 que se llamó Gran Premio Montevideo), adoptando en 1914 el nombre de Premio José Pedro Ramírez hasta que finalmente en el año 1921 toma su actual nombre, como homenaje a José Pedro Ramírez, una de las más importantes figuras en la fundación del Jockey Club de Montevideo y en el desarrollo de la hípica en Uruguay.

### Modalidad
El clásico se inició como una carrera de «peso por edad». Sin embargo, en 1905 adoptó la modalidad de correr por handicap, que se mantuvo hasta 1920. Desde 1921 a la fecha, recobró su modalidad original corriéndose como «peso por edad».

### Recorrido
También su recorrido ha cambiado con el tiempo. En sus primeras dos versiones se corrió una distancia de 3500 metros, en 1891 se corrió una distancia total de 2.500 metros. Las carreras que tuvieron lugar entre 1892 a 1904 tuvieron un recorrido de 3.000 metros. Entre los años 1911 y 1937, cambió a 2.800 metros. Posteriormente, desde 1938 a 1968, subió a 3.000 metros, volviendo a los 2.800 entre los años 1969 y 1979, bajando luego a 2.500 en 1980, y a partir de 1981 se corre la distancia de 2400 metros.

### Mejores tiempos

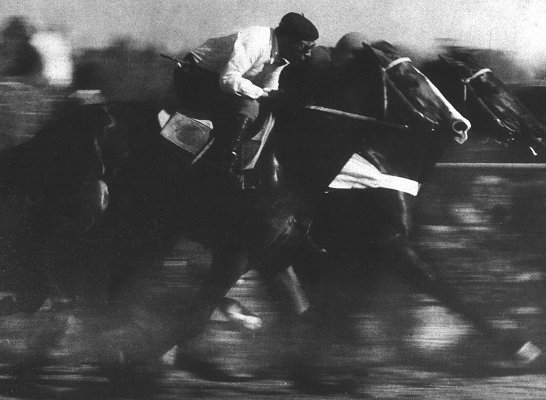
Irineo Leguisamo, Jockey ganador en 1926, 1929, 1931, 1936, 1937, 1945, 1955 y 1962.

En vista de lo anterior, no existe un único registro récord del clásico. El récord de los 3.000 metros, lo posee el caballo Aurreko, logrado en 1954 con una marca de 3 minutos y 3 segundos. Por su parte el ejemplar argentino Balbucó tiene el récord en la distancia de 2.800 metros, con 2 minutos 52 segundos, alcanzado en 1937. Finalmente, el pura sangre uruguayo Ajuste Fiscal ostenta la mejor marca de la prueba en 2400 metros al registrar 2 minutos y 27 segundos en 2020.
Entre los cracks uruguayos está el ganador Romántico en los años 1939 y 1940, además de ganar el Gran Premio Carlos Pellegrini en los 1938 y 1939.

## Ganadores Gran Premio Internacional (1889-1904)
| Año  | Equino Ganador                | Jockey (Peso)                 | Cuidador        | Stud             | Distancia (m) | Tiempo   |
| ---- | ----------------------------- | ----------------------------- | --------------- | ---------------- | ------------- | -------- |
| 1889 | Havre Francia 85              | José Romay (58 kg)            | n/d             | E. Casal         | 3500          | 3:55.0   |
| 1890 | Tilimuque Argentina 85        | Manuel Poggio (58 kg)         | Cárlos Vale     | Charrúa          | 3500          | 3:54.4/5 |
| 1891 | Guerrillero Reino Unido 86    | Cárlos Vale (59,500 kg)       | Pio Torterolo   | Oriental Uruguay | 2500          | 2:43.0   |
| 1892 | Camors Reino Unido 87         | Isabelino Díaz (59,500 kg)    | Isabelino Díaz  | Camors           | 3000          | 3:15.2/5 |
| 1893 | Camors Reino Unido 87         | Ramón Garrido (59,500 kg)     | Isabelino Díaz  | Camors           | 3000          | 3:14.0   |
| 1894 | Reverie 15/16 Argentina 89    | Isidro Sánchez (56,250 kg)    | Tomás Guillén   | Progreso         | 3000          | 3:14.0   |
| 1896 | Sebastopol Argentina 90       | Isidro de la Cruz (59,500 kg) | Isidro Sánchez  | Belgrano         | 3000          | 3:12.2/5 |
| 1897 | Imperio Uruguay 92            | Ramón Garrido (59,500 kg)     | Martín González | Colón            | 3000          | 3:13.0   |
| 1898 | Montevideo II Uruguay 92      | Eduviges Melo (59,500 kg)     | Tito Martínez   | Montevideo       | 3000          | 3:19.0   |
| 1899 | Eureka 31/32 Uruguay 95       | Fernando Pérez (52 kg)        | Tomás Guillén   | Gordon           | 3000          | 3:21.0   |
| 1902 | Mesalina Argentina 98         | Isabelino Díaz (52 kg)        | n/d             | Lagrange         | 3000          | 3:15.2/5 |
| 1903 | San Carlos 31/32 Argentina 98 | Fernando Pérez (54 kg)        | n/d             | Treinta y Tres   | 3000          | 3:12.0   |
| 1904 | Partícula Argentina 99 58     | Fernando Pérez (58 kg)        | n/d             | Don Gonzalo      | 3000          | 3:12.3/5 |

## Ganadores Gran Premio Montevideo (1905)
| Año  | Equino Ganador         | Jockey (Peso)          | Cuidador | Stud       | Distancia (m) | Tiempo |
| ---- | ---------------------- | ---------------------- | -------- | ---------- | ------------- | ------ |
| 1905 | Peligroso Argentina 98 | Fernando Pérez (61 kg) | Romero   | La Mascota | 2500          | 2:39.0 |

## Ganadores Gran Premio Internacional (1906-1913)
| Año  | Equino Ganador               | Jockey (Peso)             | Cuidador | Stud           | Distancia (m) | Tiempo   |
| ---- | ---------------------------- | ------------------------- | -------- | -------------- | ------------- | -------- |
| 1906 | Iguazú Argentina 01          | Vicente Fernández (55 kg) | n/d      | Iguazú         | 2500          | 2:40.3/5 |
| 1907 | Fiscal Argentina 01          | Esteban Rodríguez (55 kg) | n/d      | Nautilus       | 2500          | 2:42.0   |
| 1908 | Mentirosa Argentina 04       | Vicente Fernández (46 kg) | n/d      | 5 de abril     | 2500          | 2:40.0   |
| 1909 | Black Peince Uruguay 03      | Luis Ladorde (57 kg)      | n/d      | Treinta y Tres | 2500          | 2:38.4/5 |
| 1910 | Contacto Argentina 05        | Luis Ladorde (58 kg)      | n/d      | For Ever       | 2500          | 2:38.1/5 |
| 1911 | Sarah Bernhardt Argentina 05 | Roberto Mauro (58 kg)     | n/d      | Royal Hampton  | 2800          | 2:57.1/2 |
| 1912 | Ámsterdam Argentina 07       | Luis Ladorde (59 kg)      | n/d      | Montiel        | 2800          | 2:55.1/2 |
| 1913 | Ámsterdam Argentina 07       | Luis Ladorde (59 kg)      | n/d      | Montiel        | 2800          | 2:57.1/5 |

## Ganadores Premio José Pedro Ramírez (1914-1920)
| Año  | Equino Ganador            | Jockey (Peso)              | Cuidador           | Stud              | Distancia (m) | Tiempo   |
| ---- | ------------------------- | -------------------------- | ------------------ | ----------------- | ------------- | -------- |
| 1914 | Mojinete Argentina 09     | Alfredo Navarro (54 kg)    | Francisco Orezolli | Amianto           | 2800          | 2:56.3/5 |
| 1915 | Pommery Reino Unido 10    | Aureilo Baistroqui (46 kg) | Carlos Lupi        | Zamora            | 2800          | 3:00.1/5 |
| 1916 | Oldiman Argentina 10      | Pedro Batista (47 kg)      | Juan Carrera       | Oldiman           | 2800          | 2:55.0   |
| 1917 | Belkiss Argentina 11      | Manuel Tapia (48 kg)       | Juan Carrera       | Olimar            | 2800          | 2:59.0   |
| 1918 | Saca Chispas Argentina 13 | Máximo Acosta (48 kg)      | Tomás Acosta       | Montiel           | 2800          | 2:56.0   |
| 1919 | Licas Uruguay 14          | Esteban Rodríguez (50 kg)  | Eduviges Melo      | Lotería           | 2800          | 2:57.4/5 |
| 1920 | Buen Ojo Argentina 16     | Arnaldo Grassi (52 kg)     | Gabriel Torterolo  | Benito Villanueva | 2800          | 2:58.2/5 |

## Ganadores Gran Premio José Pedro Ramírez (1921-1997)
| Año  | Equino Ganador              | Jockey (Peso)                  | Cuidador              | Stud                | Distancia (m) | Tiempo   |
| ---- | --------------------------- | ------------------------------ | --------------------- | ------------------- | ------------- | -------- |
| 1921 | Palospavos Argentina 17     | Domingo Torterolo (54 kg)      | Juan Torterolo        | Saturnino J. Unzue  | 2800          | 2:57.0   |
| 1922 | Buen Ojo Argentina 16       | Francisco Arcuri (61 kg)       | Gabriel Torterolo     | Benito Villanueva   | 2800          | 2:52.3/5 |
| 1923 | Mameluke Argentina 19       | Máximo Acosta (54 kg)          | José Bentancur        | Ayacucho            | 2800          | 2:55.3/5 |
| 1924 | Sisley Argentina 20         | Benjamin Gómez (54 kg)         | Juan da Silva         | Raynal              | 2800          | 2:55.3/5 |
| 1925 | Puritano Uruguay 21         | Modesto Altamiranda (54 kg)    | Gilberto Carderón     | Raynal              | 2800          | 2:56.0   |
| 1926 | Zarpazo II Argentina 22     | Irineo Leguisamo (54 kg)       | Rosendo Aquino        | Old Time            | 2800          | 2:56.3/5 |
| 1927 | Rubens Argentina 23         | Ramóm Pelletier (54 kg)        | Naciano Moreno        | J. C. Saavedra      | 2800          | 2:54.3/5 |
| 1928 | Maron Argentina 22          | Emilio Ruiz (61 kg)            | Ángel Berro           | El Turf             | 2800          | 2:55.1/5 |
| 1929 | Monserga Argentina 25       | Irineo Leguisamo (52 kg)       | Francisco Maschio     | El Turf             | 2800          | 2:53.0   |
| 1930 | Perseus Uruguay 26          | Justino Batista (54 kg)        | Pedro Díaz            | García y García     | 2800          | 2:54.4/5 |
| 1931 | Cocles Argentina 26         | Irineo Leguisamo (60 kg)       | Francisco Maschio     | La Morena           | 2800          | 2:56.3/5 |
| 1932 | Perlita Uruguay 28          | Josó I. Canal (52 kg)          | Timoteo Altez         | Goayabos            | 2800          | 2:56.0   |
| 1933 | Origan Argentina 29         | Jacinto Sola (54 kg)           | Pedro Thompson        | La Patria           | 2800          | 2:55.1/5 |
| 1934 | Scarone Uruguay 28          | Antonio Lofiego (61 kg)        | Ricardo Rodríguez     | Ana María           | 2800          | 2:53.3/5 |
| 1935 | ¡Socorro! Uruguay 31        | Justino Batista (54 kg)        | Ricardo Rodríguez     | Ana María           | 2800          | 2:53.0   |
| 1936 | ¡Socorro! Uruguay 31        | Irineo Leguisamo (60 kg)       | Francisco Maschio     | Ana María           | 2800          | 2:53.3/5 |
| 1937 | Balbuco Argentina 32        | Irineo Leguisamo (60 kg)       | Emilio Ridella        | La Susanita         | 2800          | 2:52.1/5 |
| 1938 | Camerino Argentina 33       | Olegario Ruiz (60 kg)          | Pedro Moreno          | Tangletfoot         | 3000          | 3:05.3/5 |
| 1939 | Romántico Uruguay 35        | Alejandro López (54 kg)        | José Petraglia        | El Refugio          | 3000          | 3:07.2/5 |
| 1940 | Romántico Uruguay 35        | Asunción Avero (60 kg)         | José Petraglia        | El Refugio          | 3000          | 3:06.4/5 |
| 1941 | Pellizco Argentina 37       | Elías Antúnez (54 kg)          | Ángel Penna           | Pajonal             | 3000          | 3:04.4/5 |
| 1942 | Lunar Uruguay 38            | Justino Batista (54 kg)        | José S. Riestra       | Bella Esperanza     | 3000          | 3:03.2/5 |
| 1943 | Profano Argentina 38        | Numan Lalinde (60 kg)          | Alberto Milia         | Delta               | 3000          | 3:06.2/5 |
| 1944 | Banderin Argentina 39       | Máximo Acosta (60 kg)          | Oscar Canay           | Río Paraná          | 3000          | 3:05.4/5 |
| 1945 | Filón Argentina 40          | Irineo Leguisamo (60 kg)       | Juan Lapistoy         | Upper Cut           | 3000          | 3:06.2/5 |
| 1946 | Mirón Uruguay 42            | Numan Lalinde (54 kg)          | José S. Riestra       | Bella Esperanza     | 3000          | 3:07.2/5 |
| 1947 | Académico Argentina 43      | Salvador L. Di Tomaso (54 kg)  | Santiago Fuentes      | Madriguano          | 3000          | 3:09.2/5 |
| 1948 | Uranio Argentina 44         | Isaúl Rey (54 kg)              | Alberto Milia         | General Rivera      | 3000          | 3:03.4/5 |
| 1949 | Murano Argentina 44         | Juan P. Artigas (60 kg)        | Juan de la Cruz       | White Post          | 3000          | 3:07.3/5 |
| 1950 | Penny Post Argentina 45     | Elías Antúnez (60 kg)          | Guillermo Cervi       | La Giralda          | 3000          | 3:04.2/5 |
| 1951 | Sloop Uruguay 47            | Tolentino Espino (52 kg)       | Juan Boga             | Atahualpa           | 3000          | 3:10.3/5 |
| 1952 | Bizancio Uruguay 48         | Andrés Batista (54 kg)         | Luis Albornoz         | Coricita            | 3000          | 3:04.0   |
| 1953 | Pampita Uruguay 49          | Amancio D. Falcón (52 kg)      | Rogelio Rodríguez     | La Giralda          | 3000          | 3:04.4/5 |
| 1954 | Aurreko Uruguay 50          | Gualberto Pérez (54 kg)        | José de Giuli         | El Zorzal           | 3000          | 3:03.0   |
| 1955 | Jungle King Argentina 51    | Irineo Leguisamo (54 kg)       | Francisco Lacoste     | Don Eustaquio       | 3000          | 3:05.2/5 |
| 1956 | Manganga Argentina 50       | Bonifacio Castro (61 kg)       | Bernardo J. Callejas  | Aconcagua           | 3000          | 3:06.0   |
| 1957 | Tatán Argentina 52          | Juan P. Artigas (60 kg)        | Pedro González        | Los Cerros          | 3000          | 3:03.2/5 |
| 1958 | Anadino Argentina 54        | Oscar Nardi (54 kg)            | José Fregonese        | Luxave              | 3000          | 3:06.1/5 |
| 1959 | Mi Tocayo Uruguay 55        | Ever Perdomo (54 kg)           | Pablo Gelsi           | Viento Norte        | 3000          | 3:06.2/5 |
| 1960 | Rivioli Uruguay 54          | Manuel de Santis (61 kg)       | José de Giuli         | Los Dos             | 3000          | 3:08.1/5 |
| 1961 | Sestao Argentina 57         | Ever Perdomo (54 kg)           | Enrique Mesías        | El Pibe             | 3000          | 3:07.2/5 |
| 1962 | Arturo A. Argentina 57      | Irineo Leguisamo (60 kg)       | Juan R. de la Cruz    | Mis Leones          | 3000          | 3:08.2/5 |
| 1963 | Sestao Argentina 57         | Manuel de Santis (61 kg)       | Enrique Mesías        | El Pibe             | 3000          | 3:10.2/5 |
| 1964 | Niarkos Argentina 60        | Juan Caballero (54 kg)         | Francisco D. Vitale   | Carlos Tomas        | 3000          | 3:06.3/5 |
| 1965 | Bonetero Argentina 61       | Pablo Tárrago (54 kg)          | Francisco M. Retirado | Mari Ann            | 3000          | 3:07.2/5 |
| 1966 | Vit Reina Argentina 62      | Guillermo S. Rivero (52 kg)    | José M. Boquin        | La Tita             | 3000          | 3:07.3/5 |
| 1968 | Calcado Uruguay 62          | Julio Fajardo (61 kg)          | Juan R. de la Cruz    | Vic-Vic             | 3000          | 3:07.4/5 |
| 1969 | Taurudun Argentina 65       | Juan Camoretti (54 kg)         | José L. Leguizamón    | T. T.               | 2800          | 2:53.3/5 |
| 1970 | Sol De Noche Uruguay 66     | Luis Gallegos (54 kg)          | José M. Ferro         | Wyoming Angus Ranch | 2800          | 2:53.4/5 |
| 1971 | Papote Argentina 67         | Héctor H. Artigas (54 kg)      | Pascual H. Artigas    | Mariela y Andrea    | 2800          | 2:58.3/5 |
| 1972 | Chupito Argentina 68        | Vilmar Sanguinetti (54 kg)     | Jorge A. Lema         | Karina              | 2800          | 2:52.4/5 |
| 1973 | Cascabel Uruguay 69         | Wálter R. Báez (54 kg)         | Pablo Gelsi           | Vic-Vic             | 2800          | 2:56.0   |
| 1974 | Flaminio Perú 67            | Gonzalo Rojas (60 kg)          | Sabino Arias          | Ajedrez             | 2800          | 2:54.4/5 |
| 1975 | Snow Paramount Argentina 71 | Héctor Libré (53,500 kg)       | Juan A. Maldotti      | Luis Gerónimo       | 2800          | 2:52.2/5 |
| 1976 | Janus Argentina 72          | Oscar R. Domínguez (53,500 kg) | Luis A. Ferro         | Ojo de Agua         | 2800          | 2:54.0   |
| 1977 | Cinzano Uruguay 73          | Carlos Goméz (53,500 kg)       | Pablo Gelsi           | Valor               | 2800          | 2:52.3/5 |
| 1978 | Vacilante Argentina 74      | Aníbal D. Etchart (53,500 kg)  | Juan E. Bianchi       | R. L. L.            | 2800          | 2:55.2/5 |
| 1979 | Braseante Argentina 74      | Oscar Mansilla (60 kg)         | Julio F. Penna        | Golf Club           | 2800          | 2:55.2/5 |
| 1980 | The Last Uruguay 75         | Wálter R. Báez (60 kg)         | Pablo Gelsi Hs.       | Coqueiro Verde      | 2500          | 2:38.4/5 |
| 1981 | Sunup Argentina 76          | Rubén Laitán (60 kg)           | José A. Lofiego       | Ri-Ca               | 2400          | 2:28.4/5 |
| 1982 | Dúplex Brasil 77            | Jorge García (60 kg)           | Walfrido García       | Haras Jupía         | 2400          | 2:28.0   |
| 1983 | Clorhidrante Argentina 79   | Miguel Sarati (53,500 kg)      | Martín Gervasoni      | Roloza              | 2400          | 2:29.4/5 |
| 1984 | Strong Kid Argentina 80     | Oscar Taramasco (53,500 kg)    | Albérico Migues       | Irish Clover        | 2400          | 2:30.1/5 |
| 1985 | Compadre Uruguay 80         | Hugo Camilo (60 kg)            | Adolfo Gutiérrez      | El Bonete           | 2400          | 2:30.0   |
| 1986 | Vivaz Uruguay 81            | Nelson González (60 kg)        | Pedro Hernández       | Victory             | 2400          | 2:29.3/5 |
| 1987 | Chapulín Uruguay 83         | Pablo G. Falero (55 kg)        | Wálter R. Báez        | El Trébol           | 2400          | 2:31.2/5 |
| 1988 | Octante Argentina 83        | Vilmar Sanguinetti (60 kg)     | Carlos R. Bianchi     | S. de B.            | 2400          | 2:30.0   |
| 1989 | Amodeo Uruguay 85           | Mario Rodríguez (55 kg)        | Luis Soria            | Lourdes y Rubén     | 2400          | 2:28.4/5 |
| 1990 | Galicio Uruguay 85          | Pablo G. Falero (60 kg)        | Oscar Rouco           | San Miguel          | 2400          | 2:28.3/5 |
| 1991 | Mercenario Uruguay 87       | Gustavo J. Duarte (55 kg)      | Antonio H. Marsiglia  | Caracas             | 2400          | 2:28.3/5 |
| 1992 | Gremlins Uruguay 86         | Luis Aceredo (61 kg)           | Hayne González        | I Fratelli          | 2400          | 2:29.3/5 |
| 1993 | Glitero Uruguay 87          | Gustavo J. Duarte (61 kg)      | Hugo M. Pérez         | Cadorna             | 2400          | 2:29.1/5 |
| 1994 | Riomar Uruguay 90           | Arturo Piñeyro (55 kg)         | Rómulo López          | Seis Gurises        | 2400          | 2:31.2/5 |
| 1995 | Vienese Uruguay 91          | Arturo Piñeyro (55 kg)         | Pablo Cardoso         | Divisa Blanca       | 2400          | 2:31.3/5 |
| 1996 | C'est Donzy Argentina 92    | Jorge W. García (55 kg)        | Walter Cuintiño       | Haras Divisadero    | 2400          | 2:34.1/5 |
| 1997 | Snow Foss Uruguay 93        | Irieno Tejera (55 kg)          | Aníbal Cardozo        | Radio Cristal       | 2400          | 2:32.1/5 |

## Ganadores Gran Premio José Pedro Ramírez (nuevo)
| Año  | Equino Ganador                    | Jockey (Peso)               | Cuidador              | Stud                   | Criador                 | Distancia (m) | Tiempo  |
| ---- | --------------------------------- | --------------------------- | --------------------- | ---------------------- | ----------------------- | ------------- | ------- |
| 2004 | Bat Ruizero Argentina z m 98      | Juan C. Noriega (61 kg)     | Roberto Pellegata     | Doña Ana               | Los Cesares Argentina   | 2400          | 2'33,23 |
| 2005 | Equipado Argentina z m 98         | Gustavo J. Duarte (61 kg)   | Walter Báez           | El Entrevero           | Abolengo                | 2400          | 2'30,01 |
| 2006 | Jampro Uruguay z m 99             | Waldemar Maciel (61 kg)     | Raúl Cardozo          | Antonella              | Álvaro Vargas           | 2400          | 2'29,52 |
| 2007 | Good Report Argentina z m 03      | Jorge A. Ricardo (55 kg)    | Luis A. Belela        | Santa Teresa           | Abolengo                | 2400          | 2'27,84 |
| 2008 | Rock Ascot Uruguay t m 04         | Carlos S. Méndez (55 kg)    | Hayne A. González     | El Junior              | Gavroche                | 2400          | 2'32,85 |
| 2009 | Relento Brasil z m 04             | José M. Silva (60 kg)       | Ubal N. Migues        | Las Armas              | Cifra                   | 2400          | 2'30,03 |
| 2010 | Sing-a-Song Brasil z m 05         | Fernando C. Olivera (60 kg) | Pedro C. Hernández    | Rincón de España       | Santa María de Araras   | 2400          | 2'28,64 |
| 2011 | Mr. Nedawi Brasil z m 04          | José Aparecido (61 kg)      | Joao G. Da Costa      | Hole in One Brasil     | Old Friends             | 2400          | 2'30,62 |
| 2012 | Alcázar Uruguay z m 06            | Roni Von Souza (61 kg)      | Elio A. Umpiérrez     | Vida Nueva             | Don Alfredo             | 2400          | 2'30,28 |
| 2013 | Imperrito Uruguay z m 09          | Fernando C. Olivera (55 kg) | Sebastián San Martín  | Viernes Asado          | Don Alfredo             | 2400          | 2'29,87 |
| 2014 | Hielo Brasil z m 10               | Eguard Tejera (58 kg)       | Alcides Perdomo       | Coral Gables           | Haras Di Cellius        | 2400          | 2'29,23 |
| 2015 | Hielo Brasil z m 10               | Julio César Méndez (60 kg)  | Alcides Perdomo       | Coral Gables           | Haras Di Cellius        | 2400          | 2'27,97 |
| 2016 | Fletcher Uruguay z m 11           | Luis Cáceres (60 kg)        | Sandro Sánchez        | 3 de enero             | Don Alfredo             | 2400          | 2'29,44 |
| 2017 | Gandhi di Job Brasil z m 13       | Federico Piriz (54,500 kg)  | Jorge Firpo           | La Fe                  | Haras Curitibano Brasil | 2400          | 2'28,53 |
| 2018 | Gandhi di Job Brasil z m 13       | Federico Piriz (60 kg)      | Jorge Firpo           | La Fe                  | Haras Curitibano Brasil | 2400          | 2'32,20 |
| 2019 | First Thing Brasil a m 15         | Pablo Rodríguez (54,5 kg)   | Pablo Germán González | La Orden               | Stud TNT                | 2400          | 2'29,87 |
| 2020 | Ajuste Fiscal Uruguay z m 16      | Hector Fabián Lazo (54 kg)  | Antonio Cintra        | La Pomme               | La Concordia            | 2400          | 2'27,42 |
| 2021 | Atlético El Culano Uruguay z m 16 | José l. da Silva (60 - kg)  | Antonio Cintra        | hs bagé do sul         | hs bagé do sul          | 2400          | 2'28,15 |
| 2022 | Prelude Rye Argentina z m 18      | Pablo Rodríguez (54,4 kg)   | Pablo Germán González | Lucía y Matias         | La Leyenda de Areco     | 2400          | 2'30"41 |
| 2023 | Roundofapplause Argentina z m 18  | Javier E. Pérez (60 kg)     | Sebastián san Martín  | 3 de enero             | Triple Alliance SA      | 2400          | 2'30"09 |
| 2024 | Ever Daddy Argentina z m 20       | William Pereyra (54 kg)     | Juan F. Saldivia      | Tramo 20 Argentina     | Abolengo Argentina      | 2400          | 2'27"62 |
| 2025 | El Kodigo Argentina z m 20        | Gustavo E. Calvente (60kg)  | Juan F. Saldivia      | Juan Antonio Argentina | Marovi S.A Argentina    | 2400          | 2'30"78 |

Ajuste Fiscal el ganador del 2020 marcó récord en el Gran Premio José Pedro Ramírez